# Medidas de busto, cintura e quadril
Medidas de busto, cintura, e quadris (BCQ) (informalmente chamadas de estatísticas vitais) são um método comum de especificar proporções corporais para a proposta de prova de roupas. Elas são também frequentemente utilizadas em anúncios pessoais de mulheres ou perfis de internet para indicar sua aparência. Em medidas do corpo humano, as três medidas são as circunferências de busto, cintura e quadris; frequentemente atribuídas como três tamanhos: xx-yy-zz em polegadas (embora centímetros possam ser utilizados). Os três tamanhos são usados sobretudo na moda, e quase exclusivamente em referência a mulheres.

## Medidas BCQ e percepção

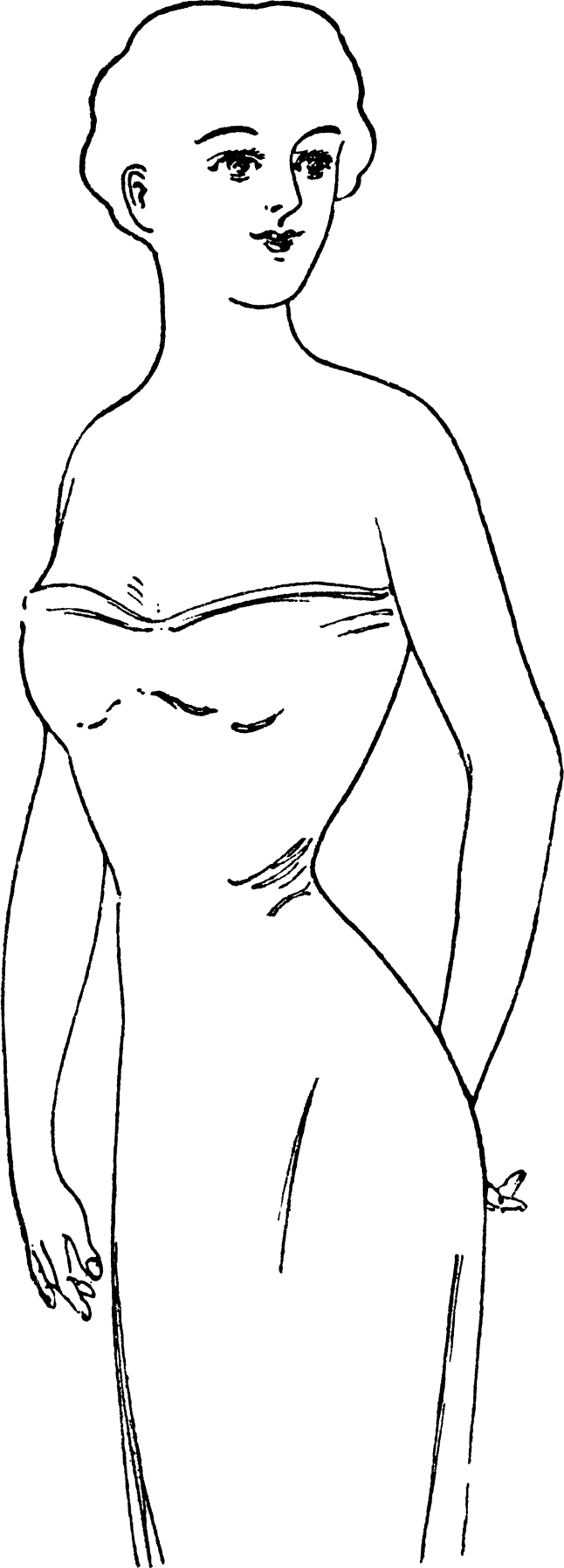
Mulheres geralmente possuem cintura estreita, comparada ao busto e ao quadril.

O volume dos seios terão um efeito na percepção da figura de uma mulher ainda quando suas medidas de BCQ sejam nominalmente as mesmas. O tamanho da banda do sutiã é medida abaixo dos seios, não no busto. Uma mulher com medidas de 36A-27-38 terá uma apresentação diferente de uma mulher com medidas de 34C-27-38. Estas mulheres possuem circunferências da gaiola torácica diferentes por 2 polegadas, mas quando o tecido do peito é incluído, as medidas são as mesmas. O resultado é que esta mulher aparecerá mais "tetuda" que a anterior devido a aparência diferente nas medidas de busto do que nos quadris (ombros estreitos, seios mais proeminentes) embora ambas sejam tecnicamente 37-27-38.
A altura também afetará a representação da figura. Uma mulher que é 36-24-36 e 5'2" de altura olhará diferente de uma mulher que é 36-24-36 e 5'8" em altura. Desde que esta mulher tem uma grande diferença entre os pontos de medida, ela aparecerá provavelmente mais magra que a sua equivalente, novamente, ainda que elas compartilhem as mesmas "medidas".
Alguns manequins de lojas que foram tradicinalmente altos e finos em proporção, estão sendo substituídos por outros com medidas BCQ bem feitas.